# 锦河站
锦河站，位于中华人民共和国黑龙江省黑河市爱辉区锦河农场，是北黑铁路上的火车站，建于1933年，由哈尔滨铁路局管辖。

## 車站周邊
- 知青影视基地
- 中国邮政锦河邮政支局
- 锦河派出所
- 锦河农场客运站
- 太平洋保险希望学校

## 业务办理
不办理任何客运业务。
货运则办理整车货物到发。

## 歷史
- 建于1933年。

## 外部連結
- 中国铁路客户服务中心 （页面存档备份，存于）